# Нападовка (Липовецкий район)
Напа́довка (укр. Нападівка) — село на Украине, находится в Липовецком районе Винницкой области.
Код КОАТУУ — 0522283801. Население по переписи 2001 года составляет 772 человека. Почтовый индекс — 22541. Телефонный код — 4358.
Занимает площадь 4,409 км².
В селе долгое время проживал известный датский поэт, переводчик и учёный — Тор Ланге (1851—1915). Кроме литературной работы, он занимался агрономией, ботаникой (даже выращивал в теплице цитрусовые и ананасы). До начала 2000-х годов частично сохранилась усадьба Ланге:
- главный дворец;
- флигель (бывший «желтый» дворец);
- ворота;
- круглый бассейн;
- остатки парка.

В советское время во дворце находилась школа. Сейчас усадьба заброшена и постепенно разрушается.

## Адрес местного совета
22541, Винницкая область, Липовецкий р-н, с. Нападовка, ул. Калинина, 25

## Галерея

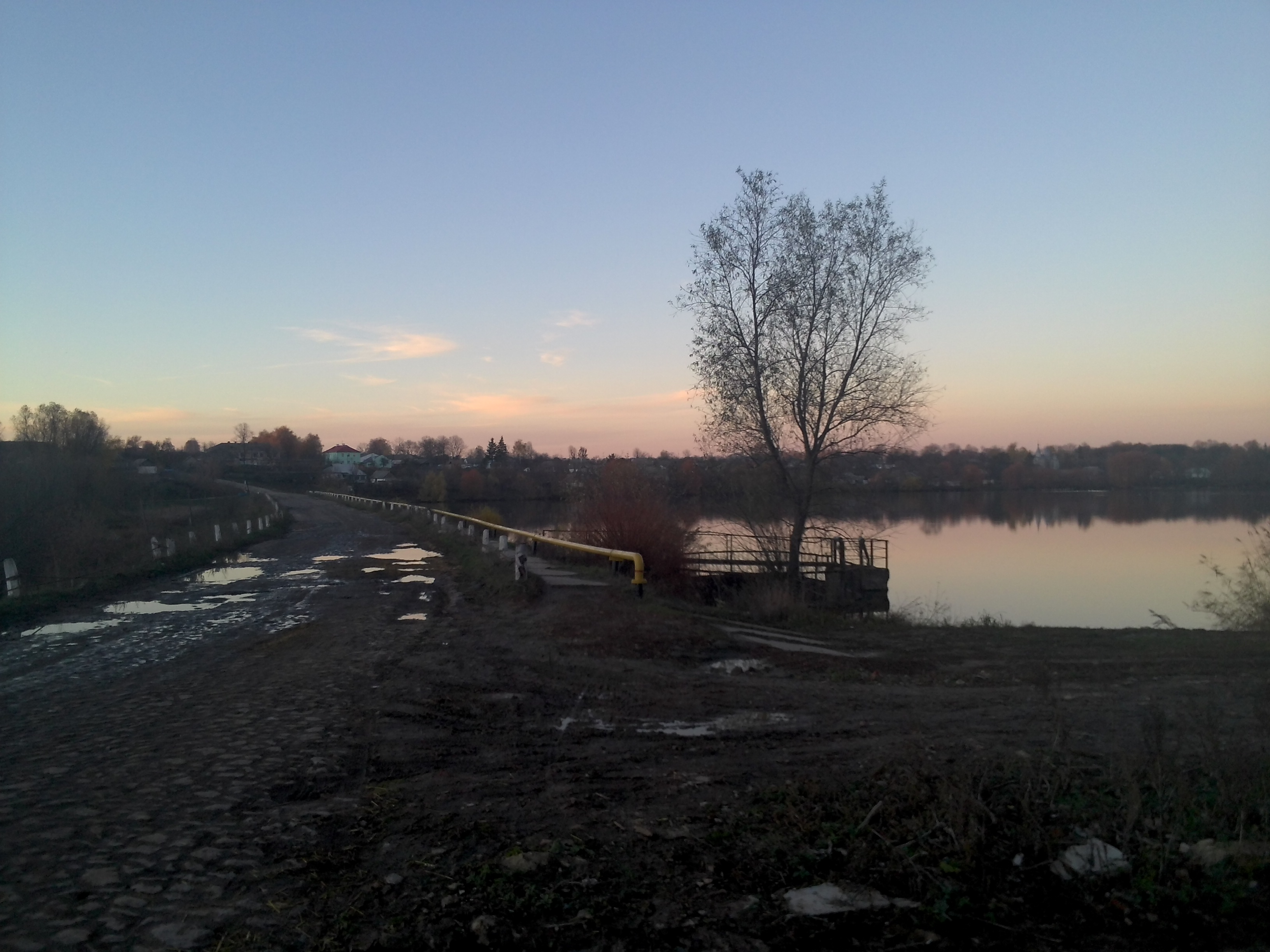
Дорога и пруд в Нападовке
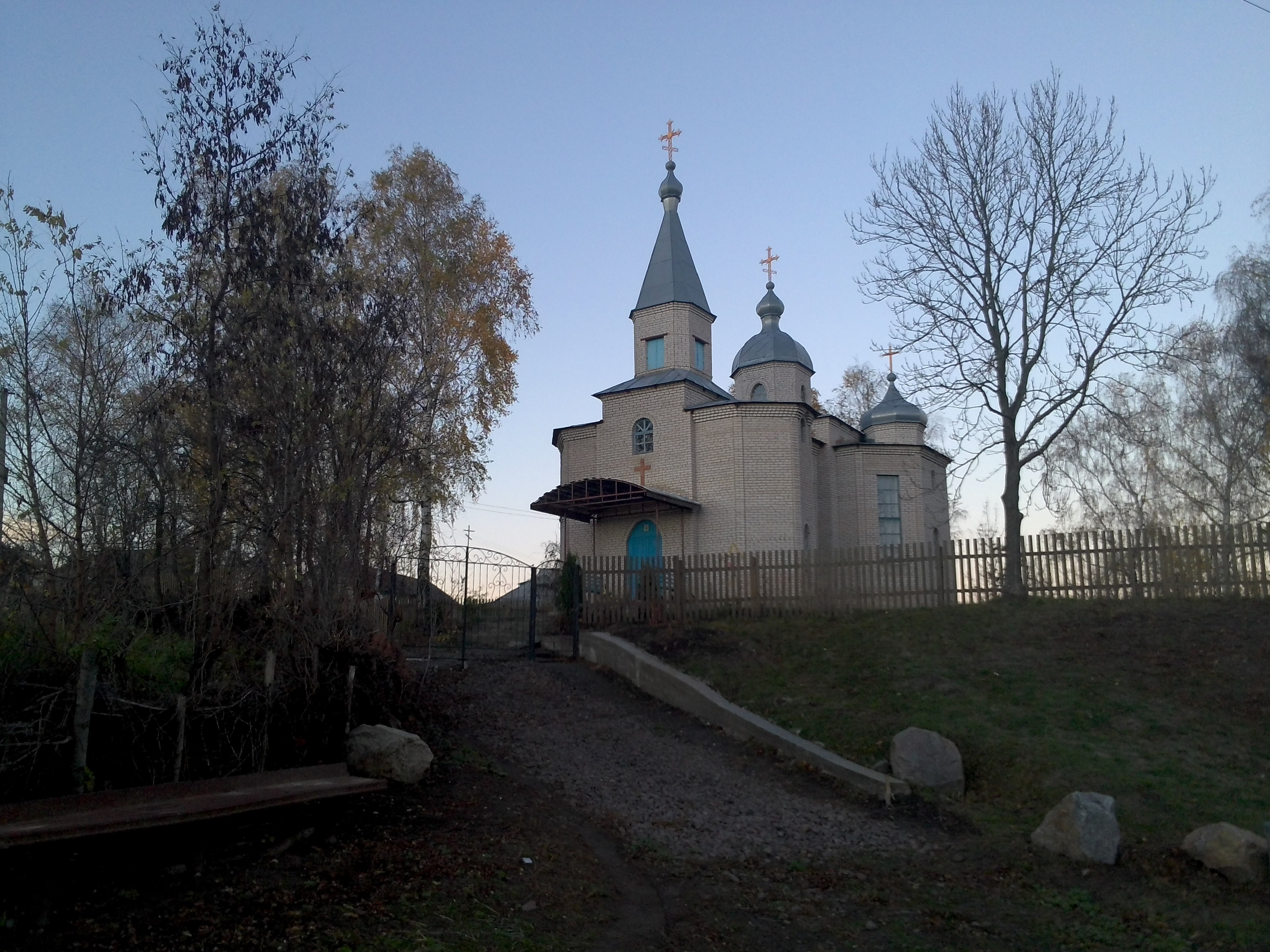
Церковь
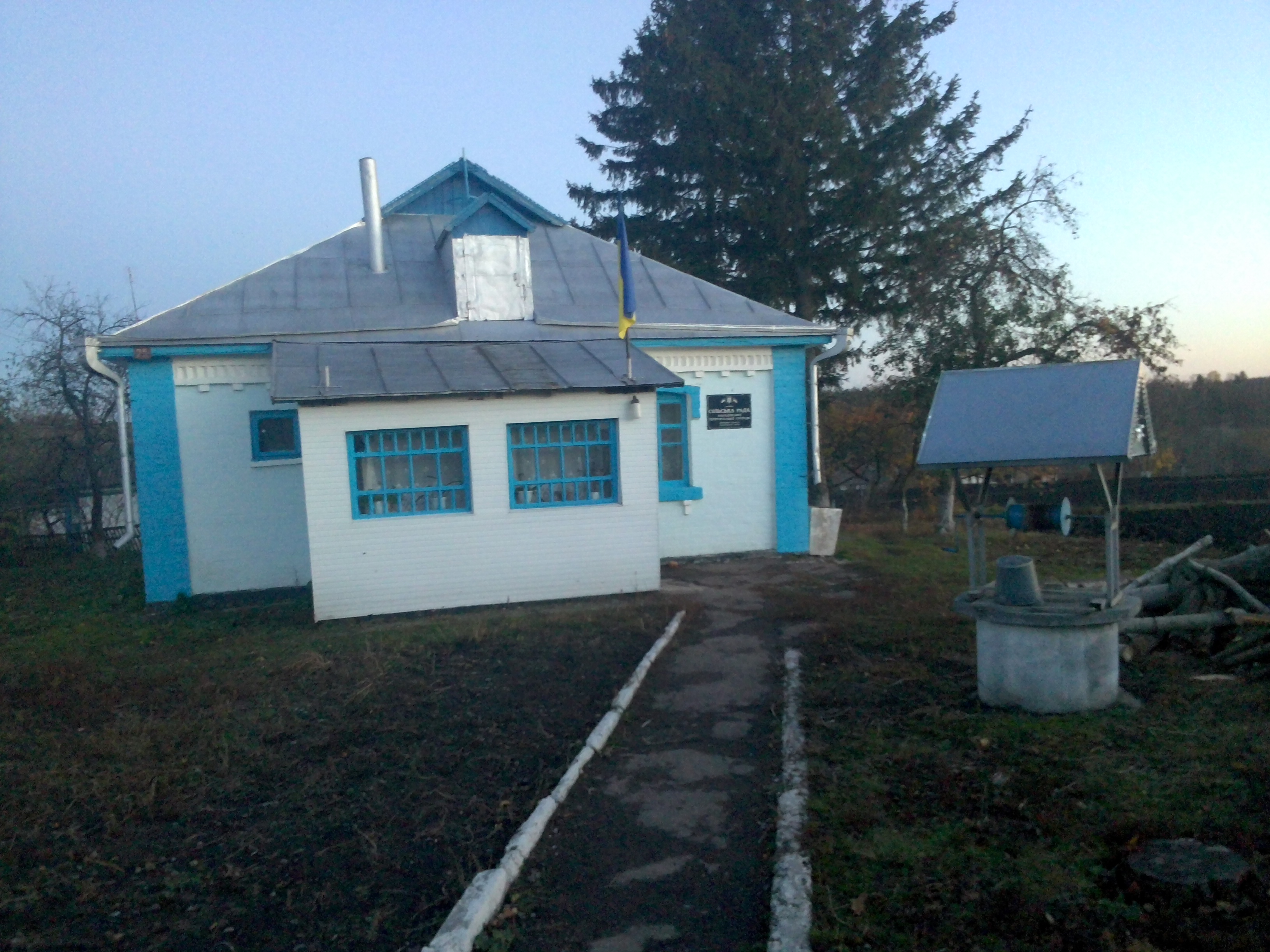
Сельская рада
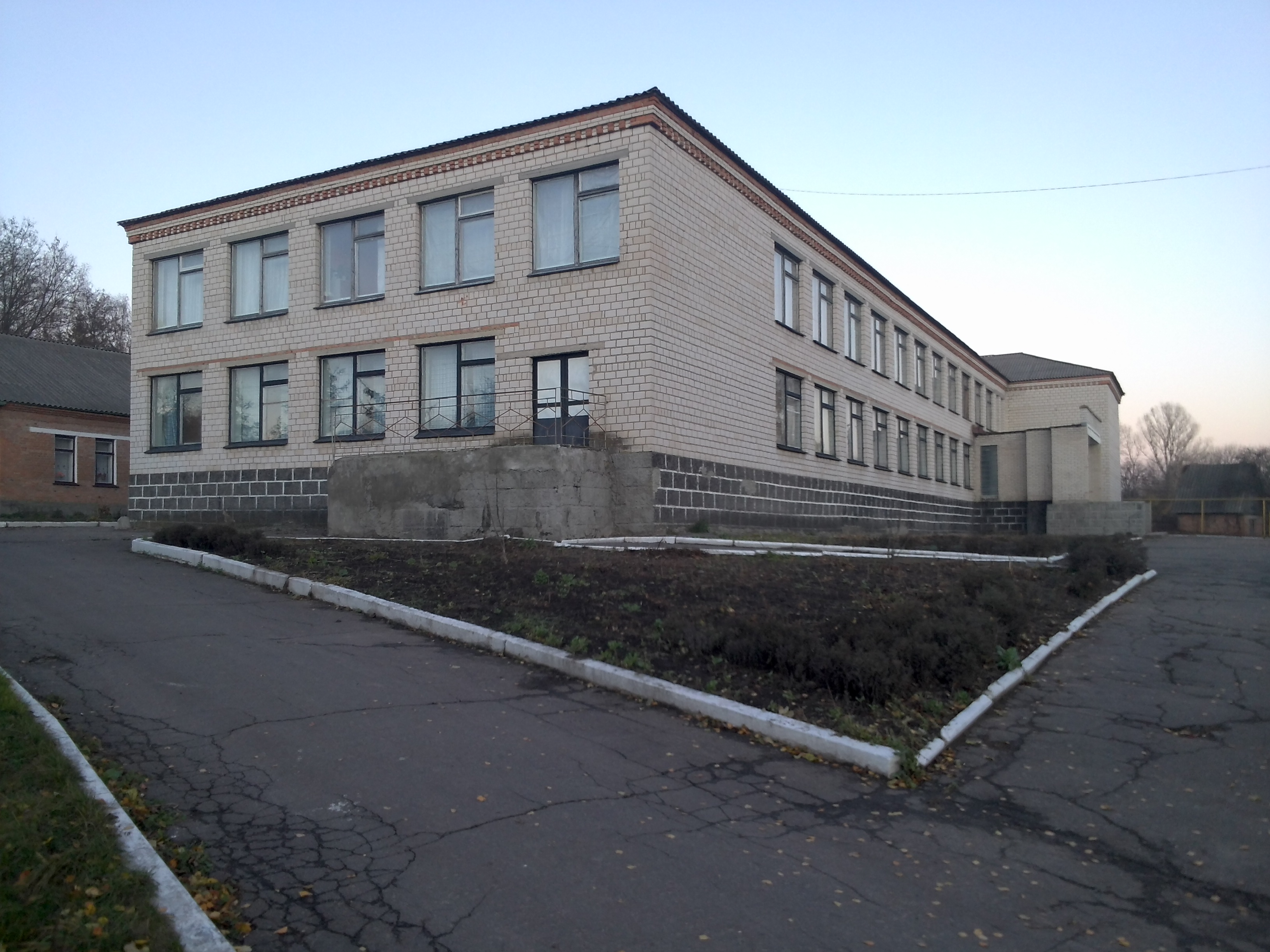
Школа
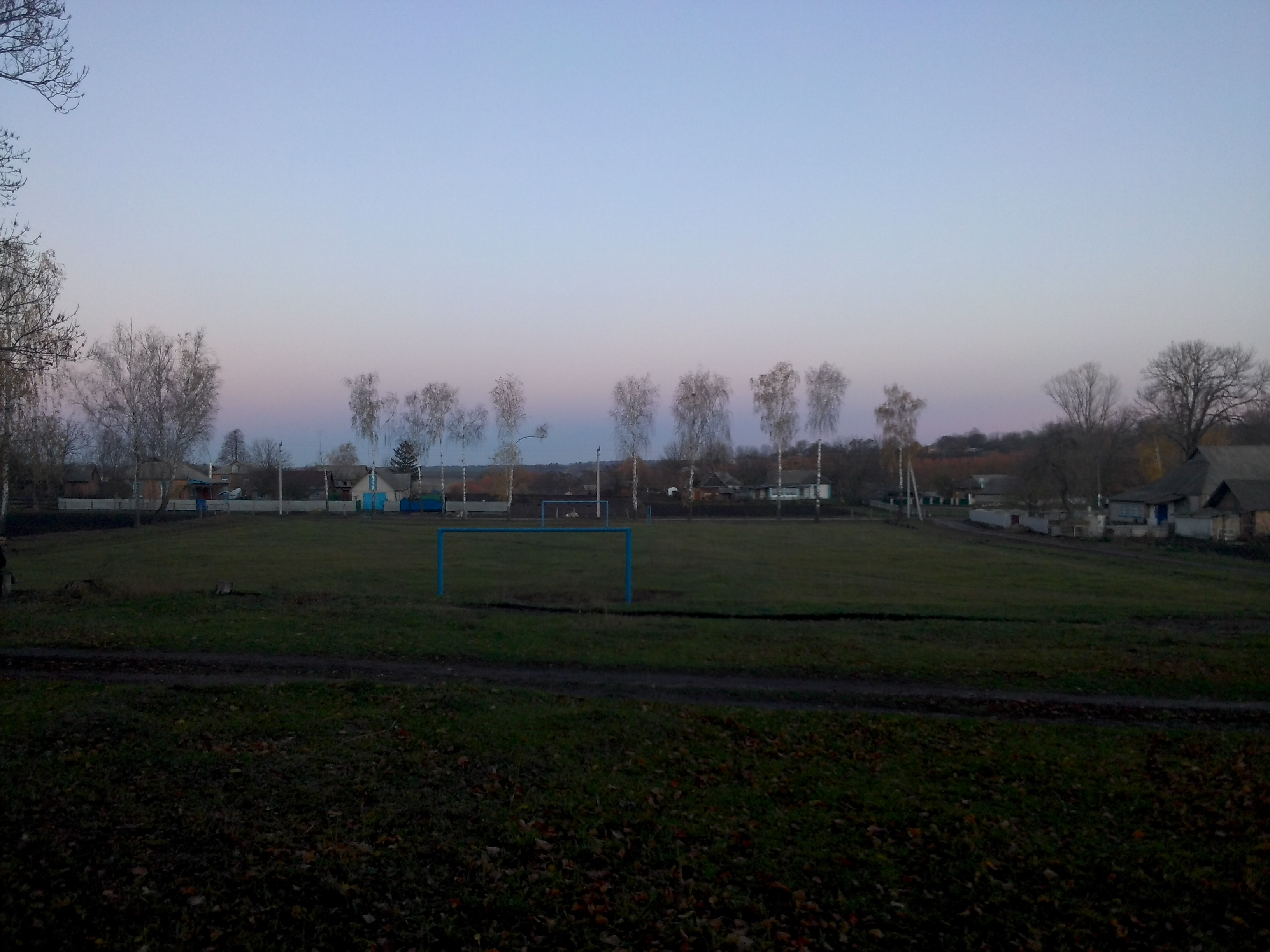
Стадион
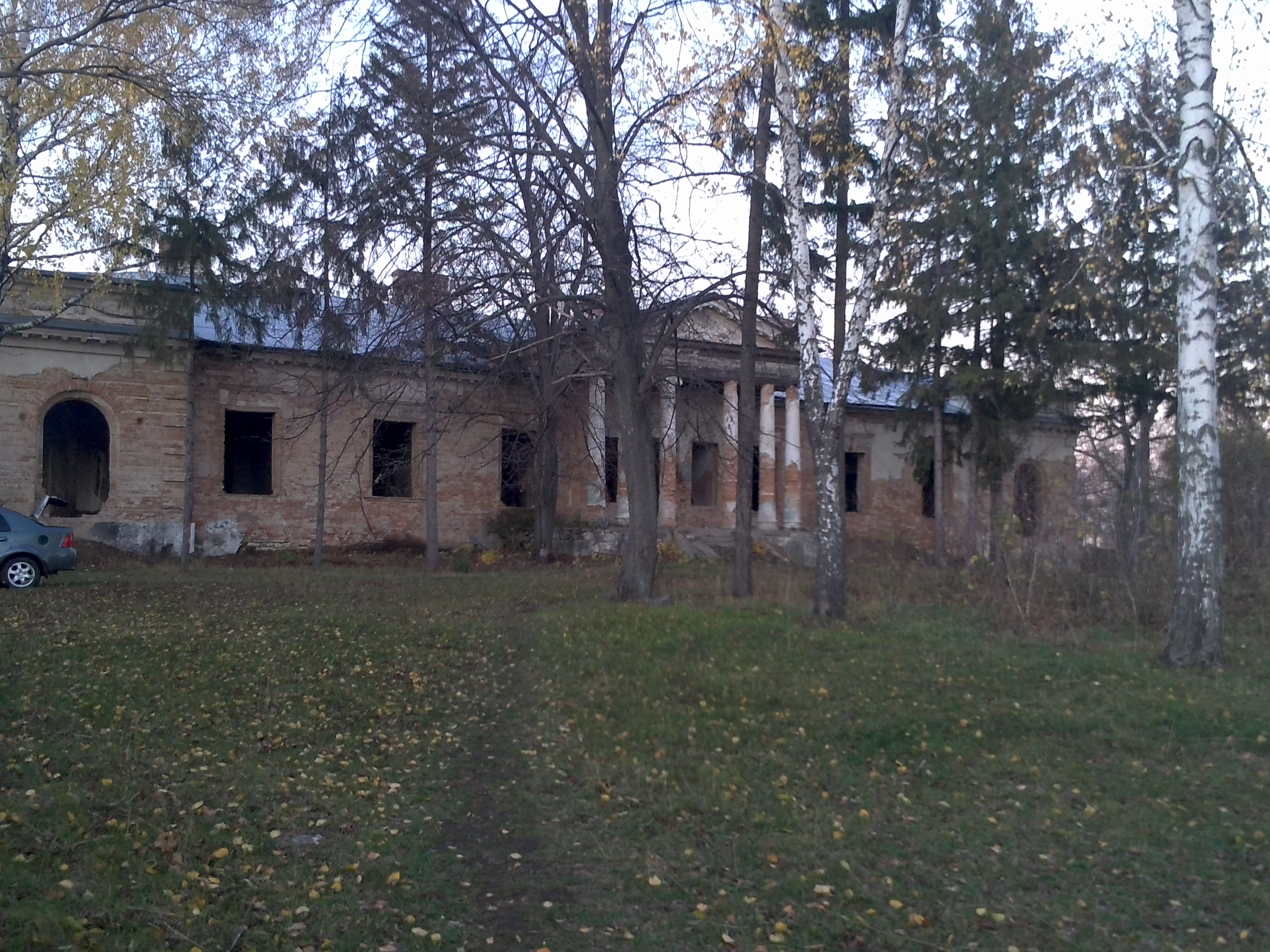
Дворец Тора Ланге
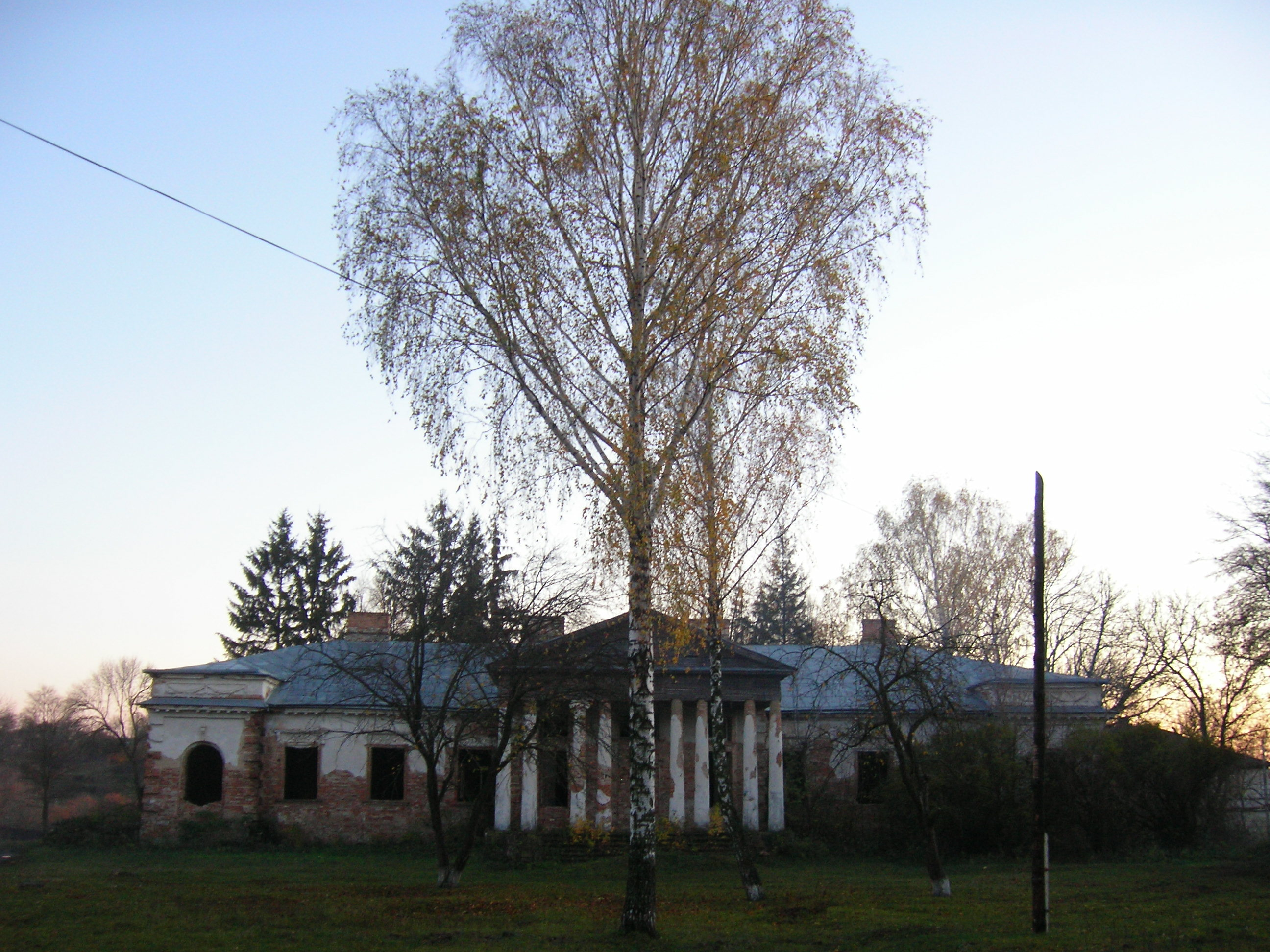
Дворец Тора Ланге (вид из парка)
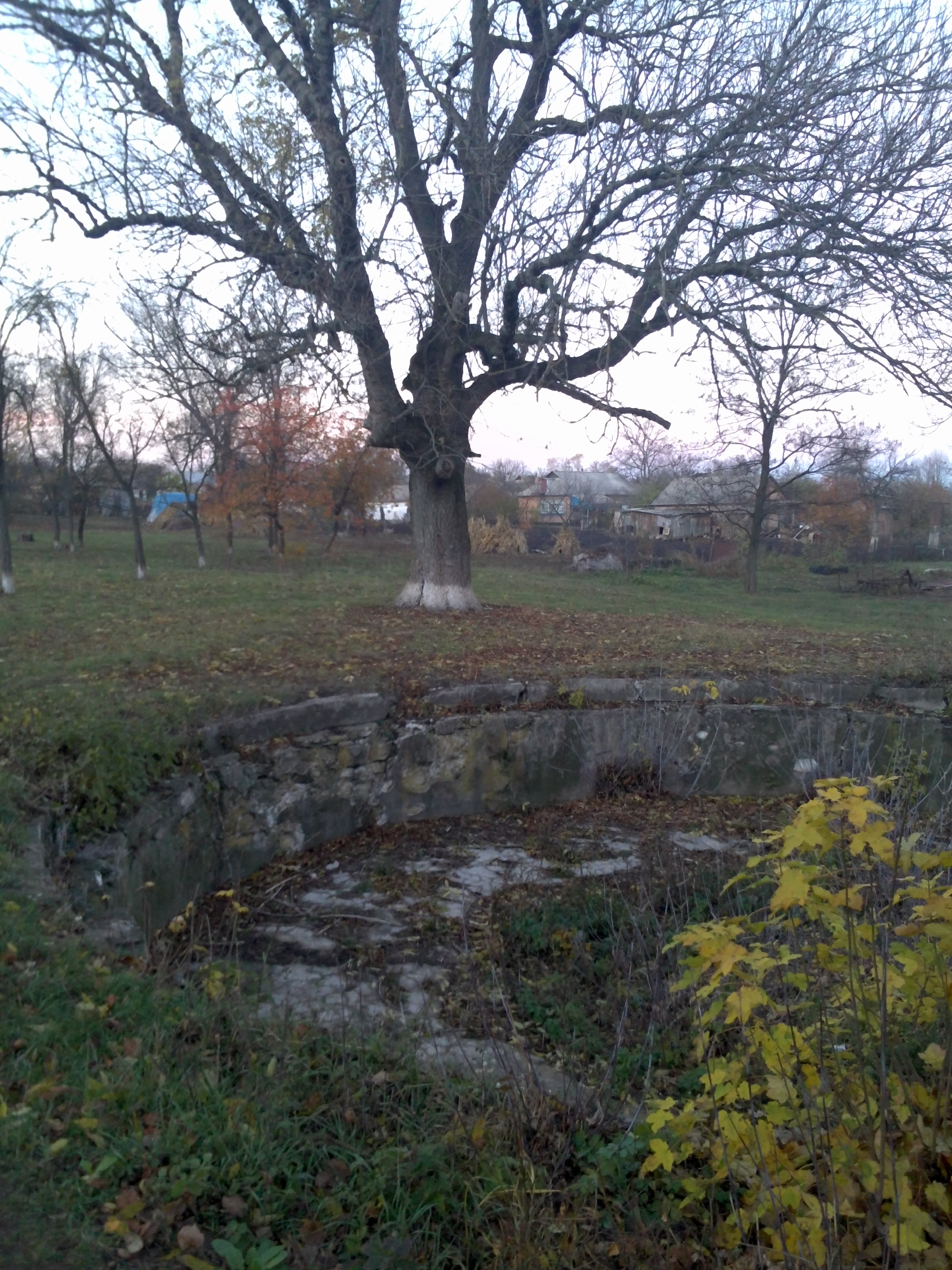
Бассейн возле дворца
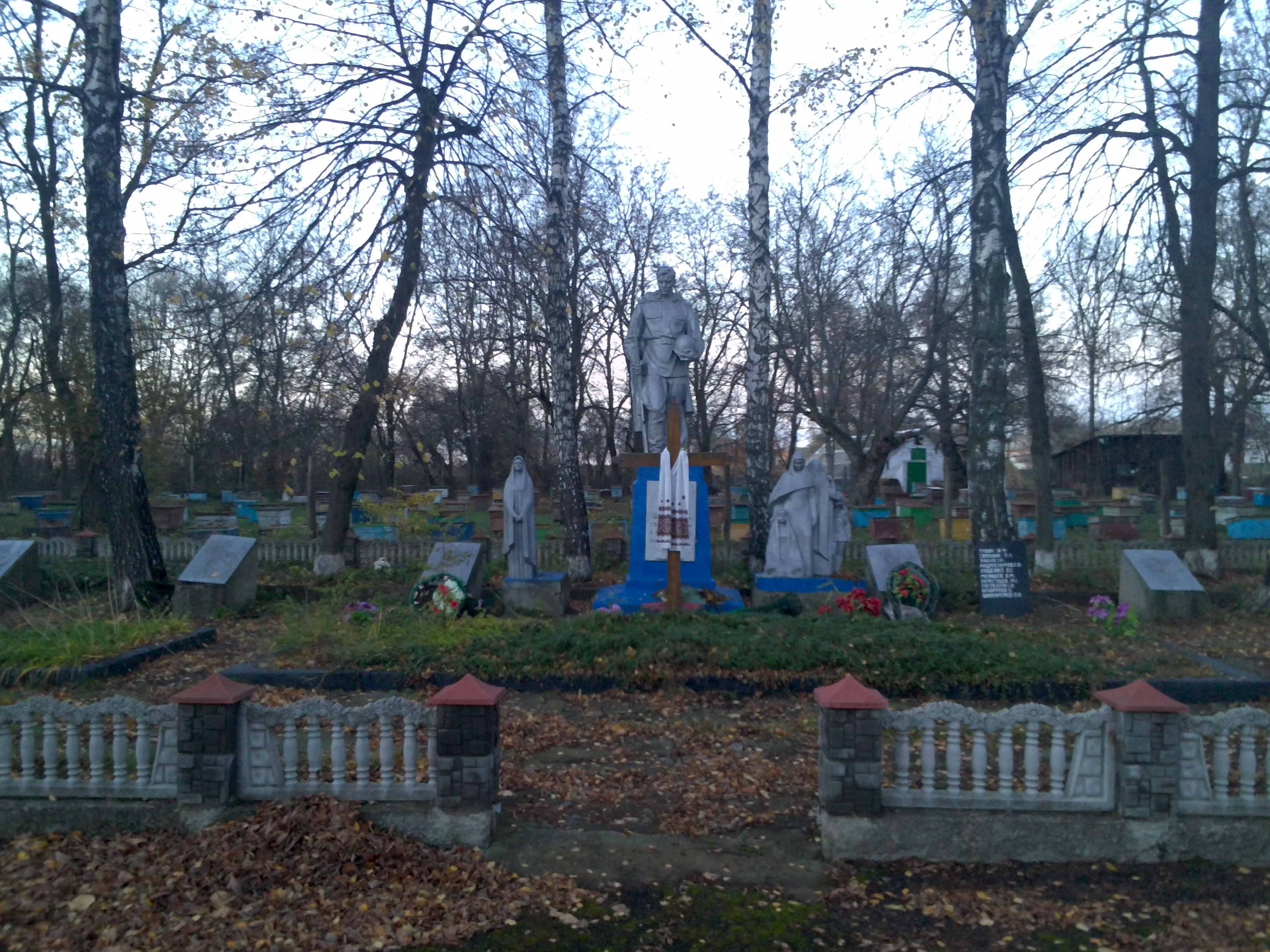
Братская могила
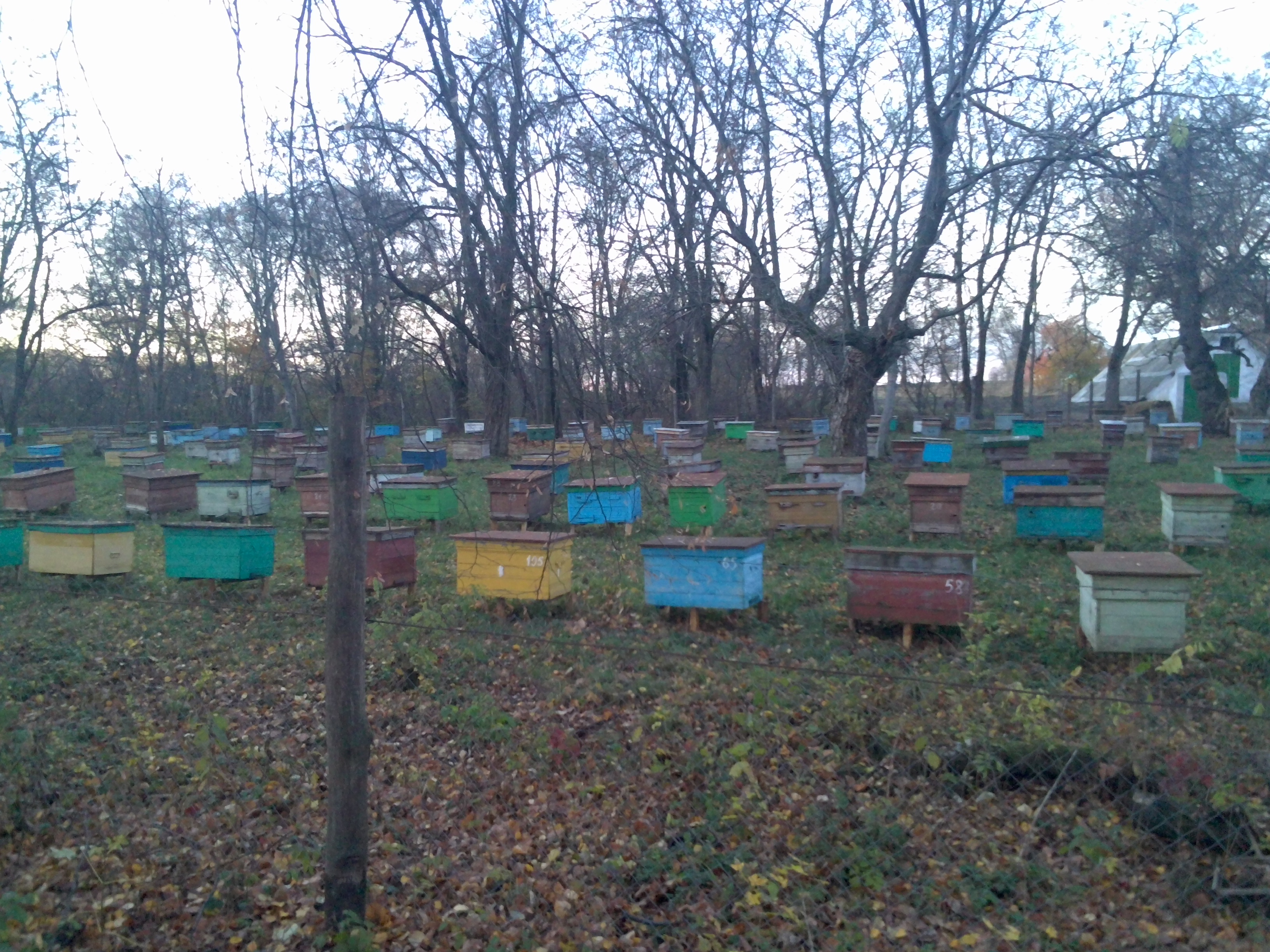
Пасека в парке